# Smutná neděle
Smutná neděle (též Ponurá neděle, maďarsky Szomorú vasárnap) je píseň složená maďarským pianistou a skladatelem Rezső Seressem v roce 1932 a publikovaná v roce 1933.
Původní text nesl název Vége a világnak (Konec světa), pojednával o zoufalství způsobeném válkou a končil tichou modlitbou. Básník László Jávor napsal k písni vlastní text (Szomorú vasárnap), v němž chce protagonista po smrti své milenky spáchat sebevraždu. Jávorova varianta se stala mnohem populárnější, zatímco původní verze textu byla víceméně zapomenuta.
Píseň poprvé nahrál na desku maďarský zpěvák Pál Kalmár v roce 1935. Světovou proslulost Smutné neděli ale přinesly především verze z roku 1940 (Pauline Byrne) a 1941 (Billie Holiday).

## Legendy spojené s písní
Podle jedné z legend poslal Seress jako důkaz úspěchu vydanou skladbu své bývalé milence a doufá v usmíření, ale odpověď nikdy nepřišla. Až několik dní poté dostává zprávu, že jeho milenku našli mrtvou – otrávila se a v ruce přitom svírala útržek papíru se jménem písně. Podle jiných pramenů skočila z mostu do Dunaje. Legenda je ovšem v rozporu se skutečností: Zhrzeným milencem nebyl Seress, ale autor textu László Jávor.
V roce 1936 byla vyšetřována sebevražda Josefa Kellera, který v dopise na rozloučenou citoval několik veršů z této skladby. Krátce nato spáchalo sebevraždu dalších 17 lidí, mnozí z nich se zastřelili přímo při poslechu písně, jiní se utopili v Dunaji, jeden místní šlechtic si Ponurou neděli nechal na přání zahrát v baru, vyšel ven a prostřelil si hlavu. Policie zpozorněla a byla snaha píseň zakázat. Na některých rádiových stanicích se to sice podařilo, ale píseň se brzy vydala na svou pouť do zahraničí. V Berlíně se oběsila mladá prodavačka, nechala po sobě text Ponuré neděle, v New Yorku se udusila plynem mladá typistka, jejím posledním přáním bylo, aby jí na pohřbu zahráli právě Ponurou neděli, mladík v Římě slyšel na ulici žebráka, jak si zpívá tuto píseň, věnoval mu všechny své úspory a skočil z nedalekého mostu. V Americe údajně píseň zavinila na dvě sta dalších sebevražd.

## Verze
- 1935 – Pál Kalmár (maďarsky „Szomorú vasárnap“, text László Jávor)
- 1935 – Paul Robeson (anglicky, v USA vydána 1936, text Desmond Carter)
- 1936 – Maryse Damia (francouzsky „Sombre Dimanche“, text Jean Marèze a François-Eugène Gonda)
- 1936 – Spree-Revellers (německy „Einsamer Sonntag“)
- 1936 – Noriko Awaya (japonsky „Kurai Nichiyobi“)
- 1936 – Hal Kemp (anglicky „Gloomy Sunday“, text Sam Lewis)
- 1936 – Paul Whiteman (anglicky)
- 1936 – Taró Šodži (japonsky)
- 1937 – Pyotr Leschenko (rusky „Мрачное воскресенье“)
- 1937 – Mercedes Simone (španělsky „Triste Domingo“)
- 1940 – Pauline Byrne (anglicky)
- 1941 – Billie Holiday (anglicky, text Sam Lewis)
- 1957 – Josh White
- 1958 – Mel Tormé
- 1958 – Rick Nelson (vydáno posmrtně)
- 1959 – Eila Pellinen (finsky „Surullinen sunnuntai“)
- 1961 – Sarah Vaughan
- 1961 – Inger Qvick (švédsky „Sista Söndag“)
- 1962 – Lou Rawls
- 1966 – Judita Čeřovská (maďarsky „Szomorú vasárnap“, text László Jávor)
- 1967 – Carmen McRae
- 1968 – Ivan Rebrov (rusky)
- 1969 – Ray Charles
- 1972 – Karel Gott (německy „Einsamer Sonntag“, česky „Smutná neděle“ a maďarsky „Szomoru vasárnap“)
- 1972 – Viktor Klimenko (rusky „Ona pred ikonoi“)
- 1979 – Lydia Lunch
- 1981 – Elvis Costello
- 1983 – Swans Way
- 1983 – Jacques Calonne (francouzsky)
- 1984 – Peter Wolf
- 1985 – Harri Marstio (finsky „Surullinen sunnuntai“)
- 1986 – Christian Death s Gitanem Demonem
- 1986 – Serge Gainsbourg (francouzsky)
- 1991 – The Singing Loins
- 1991 – Sarah McLachlan
- 1992 – Sinéad O'Connor
- 1992 – Diamanda Galás (text Desmond Carter)
- 1995 – Gitane Demone
- 1996 – Sarah McLachlan (anglicky, text Sam Lewis)
- 1998 – Marianne Faithfull
- 1999 – The Smithereens
- 1999 – Björk
- 1999 – Heather Nova
- 1999 – Loreena McKennitt
- 2000 – Sarah Brightmanová
- 2000 – Kronos Quartet
- 2001 – Iva Bittová
- 2003 – Emilie Autumn
- 2003 – Edvin Marton
- 2003 – Hot Jazz Band
- 2004 – Branford Marsalis
- 2004 – Ľubo Virág (slovensky Smutná nedeľa)
- 2005 – Venetian Snares maďarsky „Öngyilkos vasárnap“ (volně přeloženo jako 'Suicidal Sunday' -Sebevražedná neděle)
- 2006 – Angéla Póka (Szomorú vasárnap živě v originále na Megasztár)
- 2006 – Claire Diterzi (francouzsky)
- 2007 – Candie Payne
- 2009 – Philippe Orivel (německy a francouzsky)
- 2010 – Andrew Veskoukis (řecky)
- 2010 – MiD Deracine (francouzsky)
- 2010 – Emilie Autumn
- 2014 – Sanseverino (francouzsky)

### České verze
- 1941 – Zdena Vincíková pod názvem „Smutná neděle“ s textem Viléma Dubského[1]
- 1945 – Květa Turková jiná verze, také od Viléma Dubského[1]
- 1972 – Karel Gott také pod názvem „Smutná neděle“ s textem Jiřího Štaidla
- 1978 – Karel Hála
- 2001 – Iva Bittová
- 2006 – Zaoraný kytky

## Filmy
- Sombre dimanche
- Smutná neděle – Píseň o lásce a smrti